# Manuel María Ponce Brousset
Manuel María Ponce Brousset (Lima, 5 de abril de 1874 — Lima, 18 de julho de 1966) foi um político e Presidente do Peru de 25 de agosto de 1930 a 27 de agosto de 1930.

## Presidente da Junta do Governo Militar
Em 22 de agosto de 1930, o tenente-coronel Luis Sánchez Cerro se revoltou em Arequipa contra o governo de Augusto B. Leguía. Em Lima, os chefes militares e comandantes da guarnição da capital forçaram a renúncia de Leguía e formaram uma Junta Militar de Governo, cuja presidência foi confiada ao general Manuel María Ponce. Esta Junta era composta pelo Coronel Eulogio Castillo (Governo), Capitão Julio V. Goicochea Álvarez (Relações Exteriores), Tenente-Coronel Arturo Zapata Vélez (Justiça, Culto e Instrução), Coronel Ricardo E. Llona (Finanças), Major Eduardo Castro Ríos (Desenvolvimento e Guerra) e Contra-Almirante César Bielich (Marinha e Aviação). Embora tenha sido dito que Sánchez Cerro havia reservado a pasta da Guerra, foi Castro Ríos quem recebeu essa posição. No entanto, a oferta a Sánchez Cerro para participar do gabinete foi mantida.
Este Conselho não foi bem recebido pela opinião pública, porque era composto por pessoas muito ligadas ao regime de Leguía. Um deles era o ministro do Governo, Eulogio Castillo, parente e ex-chefe da guarda pessoal do presidente deposto. Naquela época, o país estava imerso em uma grave crise política, econômica e social. Uma multidão enfurecida atacou a casa de Leguía; este último, que havia embarcado no cruzador Almirante Grau com destino ao exterior, foi forçado a retornar a Callao e feito prisioneiro.
O slogan popular era entregar o poder aos revolucionários de Arequipa e seu líder, o comandante Sánchez Cerro. Ele viajou para Lima de avião e chegou em 27 de agosto, ou seja, dois dias após a renúncia de Leguía. A Junta de Ponce foi dissolvida e outra Junta de Governo Militar foi instalada, presidida por Sánchez Cerro, e permaneceu no poder até março do ano seguinte.
Ponce ficou, portanto, no poder por apenas três dias. Apesar de ser superior (tenente-coronel) devido à sua patente (general de brigada) de Sánchez Cerro, não quis disputar o poder com este último, que gozava de maiores raízes populares.

## Pós-presidência
Ponce continuou sua carreira militar, distanciando-se definitivamente da política. Em 1931 foi nomeado presidente do Conselho de Oficiais Generais, cargo que ocupou até 1944. Ele também participou de várias comissões de natureza profissional; um deles era presidir a Comissão para a Reforma do Código de Justiça Militar. Em 1940, ele se aposentou.